# Karolína Babáková
Karolína Babáková (* 3. března 1982) je česká právnička, partnerka bývalé kontroverzní pražské advokátní kanceláře MSB Legal v.o.s. (do března 2012 Šachta & Partners v.o.s.)
Nyní je majitelkou advokátní kanceláře KBGT, advokátní kancelář s.r.o.
Vystudovala Právnickou fakultu Západočeské univerzity v Plzni a poté nastoupila do firmy Šachta & Partners, kde se v roce 2009 stala partnerkou kanceláře.

## Obhajoba Pavla Šrytra
V roce 2017 úspěšně obhájila Pavla Šrytra, bývalého bodyguarda Františka Mrázka, který byl obviněn z vraždy romského bosse podsvětí Antonína Běly. Pavel Šrytr byl zproštěn obžaloby 

## Zastupování Radovana Krejčíře
Od roku 2017 zastupuje Radovana Krejčíře v kauze Čepro. Ač soud Krejčíře odsoudil, je ve hře nový proces, jelikož byl stíhán jako uprchlý.

## Osvobození v kauze Oleo Chemical
V roce 2017, po 4 letech vyšetřování a soudů, byla osvobozena z obžaloby z legalizace výnosu z trestné činnosti z firmy Oleo Chemical. Rozsudek potvrdil v roce 2018 odvolací soud.
Přes rozsáhlý zásah v září 2014 Útvaru pro odhalování organizovaného zločinu nebyl předložen dostatek důkazů. Babáková tvrdí, že šlo o policejní šikanu.